# 船底座V370
船底座V370，又名CP-58 2411，HD 92207、SAO 238271、HR 4169，是船底座的一颗恒星，视星等为5.45，位于銀經286.29，銀緯-0.26，其B1900.0坐标为赤經10h 33m 38.3s，赤緯-58° -0.26′ 50″。